# Deeringothamnus rugelii
Deeringothamnus es un género monotípico de plantas fanerógamas, perteneciente a la familia de las anonáceas. Su única especie: Deeringothamnus rugelii , es nativa de Florida.

## Descripción
Tiene hojas con peciolo de 1-2 mm. La lámina de la hoja es oblonga a obovada u oblanceolada, de 1-7 cm, el  ápice agudo a obtuso, ampliamente redondeado, a menudo con muescas. 
Las inflorescencias con pedúnculo delgado, de 1-2.5 cm. 
Las flores ascendentes recurvadas de color amarillo canario, y rara vez púrpura, ligeramente fragantes, 2-3 sépalos, erectos, ovados a oblongos, de 10 mm, ápice agudo; con 6 pétalos  ascendentes. El fruto en forma de baya de 3-6 cm, con semillas de 1-1.5 cm, ± comprimido lateralmente.

## Distribución y hábitat
Florecen en primavera, en suelos húmedos, en turbas de arena y de pino-palmetto, y sabanas, en Florida.
Deeringothamnus rugelii comúnmente se asocia con Asimina pygmaea y Asimina reticulata, y se superpone en la época de floración con ambos.

## Taxonomía
Deeringothamnus rugelii fue descrita por (B.L.Rob.) Small y publicado en Addisonia; colored illustrations and popular . . . 15: 17, en el año 1930.
Variedad aceptada
- Deeringothamnus rugelii var. pulchellus (Small) D.B.Ward

Sinonimia
- Asimina rugelii B.L.Rob. basónimo[4]